# PSMD10
La subunidad reguladora no ATPásica 10 del proteasoma 26S (PSMD10) es una enzima codificada en humanos por el gen psmD10.
El proteasoma 26S es un complejo proteinasa multicatalítico con una estructura altamente ordenada, compuesto a su vez de dos complejos, un núcleo 20S y uno regulador 19S. El 20S está compuesto por 4 anillos de 28 subunidades no idénticas; 2 anillos está compuestos de 7 subunidades alfa y otros 2 anillos se componen de 7 subunidades beta. El regulador 19S está compuesto de una base que contiene 6 subunidades con actividad ATPasa y otras 2 sin actividad ATPasa, y una región LID que contiene más de 10 subunidades no ATPásicas. Los proteasomas están distribuidos por todas las células eucariotas a una elevada concentración, siendo responsables de la digestión de péptidos en un proceso dependiente de ATP/ubiquitina en una ruta no lisosomal. Una función esencial de un tipo de proteasoma modificado, el inmunoproteasoma, es el procesamiento de los péptidos provenientes del MHC clase I. Este gen codifica una subunidad no ATPásica del regulador 19S. Se han descrito dos variantes transcripcionales que codifican diferentes isoformas de esta proteína, así como pseudogenes en los cromosomas 3 y 20.

## Interacciones
La proteína PSMD10 ha demostrado ser capaz de interaccionar con:
- PAAF1[3]
- Mdm2[4]
- PSMC4[5][3][6]